# Heleocharis fistulosa
Heleocharis fistulosa là loài thực vật có hoa trong họ Cói. Loài này được Link mô tả khoa học đầu tiên năm 1820.